# 1897 Hind
Az 1897 Hind (ideiglenes jelöléssel 1971 UE1) a Naprendszer kisbolygóövében található aszteroida. Luboš Kohoutek fedezte fel 1971. október 26-án.